# Place Gabriel-Kaspereit
La place Gabriel-Kaspereit est une place du 9e arrondissement de Paris, capitale de la France.

## Situation et accès
La place Gabriel-Kaspereit est située à l'intersection de l'avenue Frochot et de la rue Frochot, de la rue Victor-Massé et de la rue Henry-Monnier. 
La place est desservie par les lignes 2 et 12 à la station Pigalle.

## Origine du nom

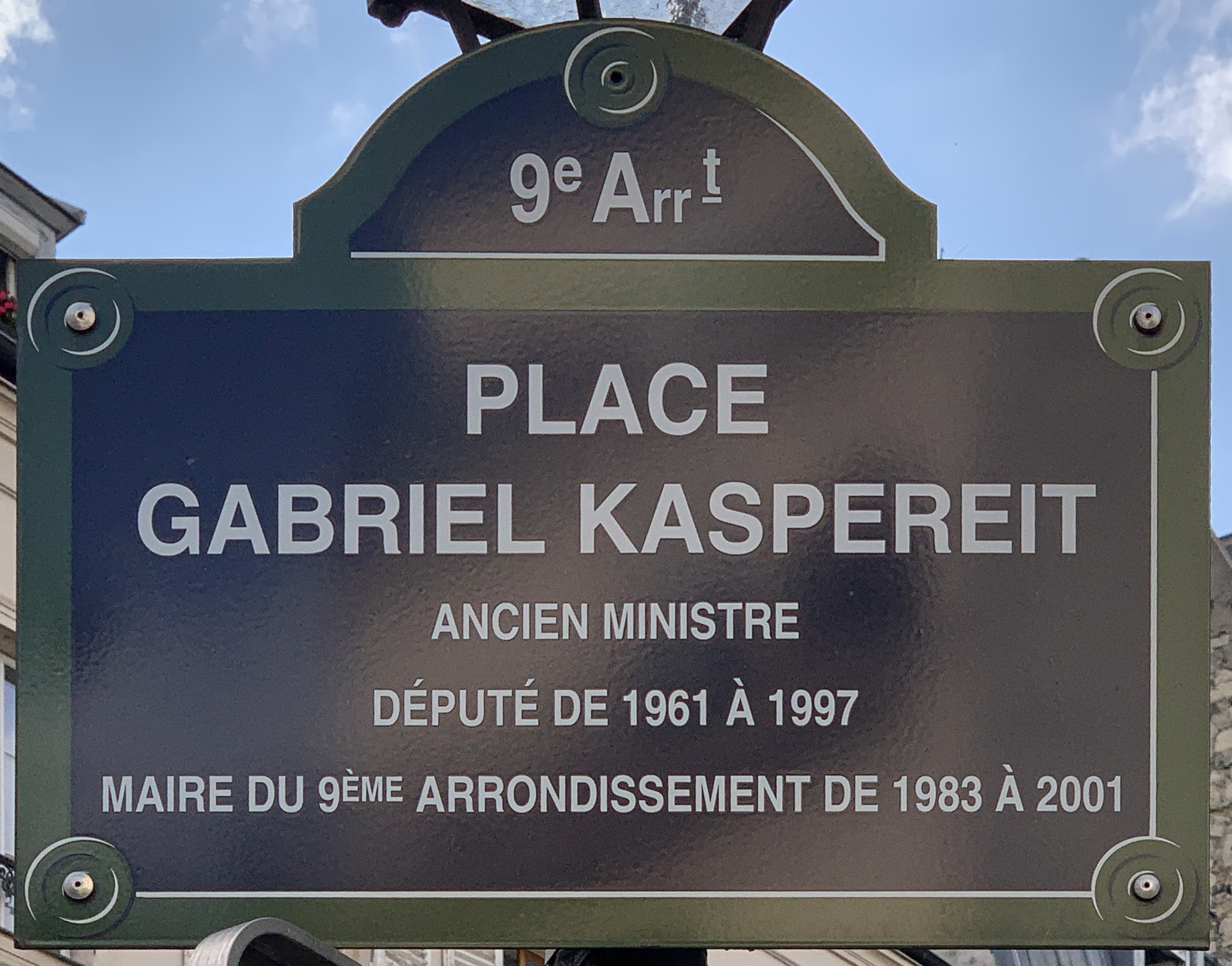
Plaque de la place.

La place tient son nom de Gabriel Kaspereit, ancien député de Paris et maire du 9e arrondissement de 1983 à 2001, mort le 1er août 2006.

## Historique
La place reçoit son nom à la suite d'une délibération du Conseil de Paris des 22 et 23 avril 2013 et est inaugurée le 20 juin 2013.

## Bâtiments remarquables et lieux de mémoire
- Villa Frochot.